# Dziuplina
Dziuplina (deutsch: Daupe) ist ein Ort in der Landgemeinde Jelcz-Laskowice im Powiat Oławski der Woiwodschaft Niederschlesien in Polen.

## Geographie
Das Straßendorf Dziuplina liegt drei Kilometer nördlich von Jelcz-Laskowice (Jeltsch-Laskowitz), ca. 18 Kilometer nördlich von Oława (Ohlau) und rund 30 Kilometer südöstlich von Breslau in der Schlesischen Tiefebene. Umgeben ist Dziuplina von weitläufigen Waldgebieten.
Nachbarorte von Dziuplina sind im Süden Miłoszyce (Meleschwitz) und Jelcz-Laskowice.

## Geschichte

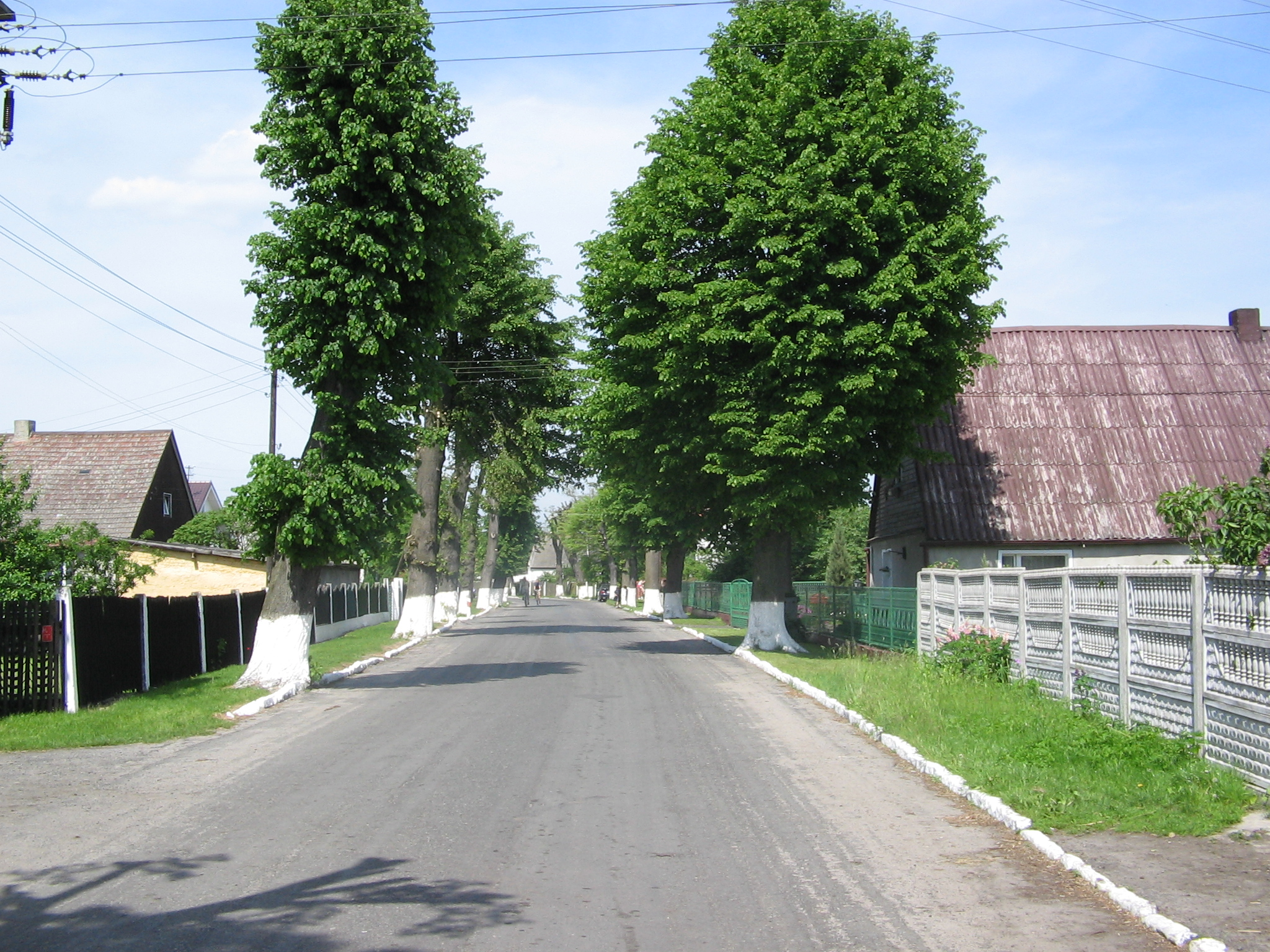
Ortsbild mit Lindenallee

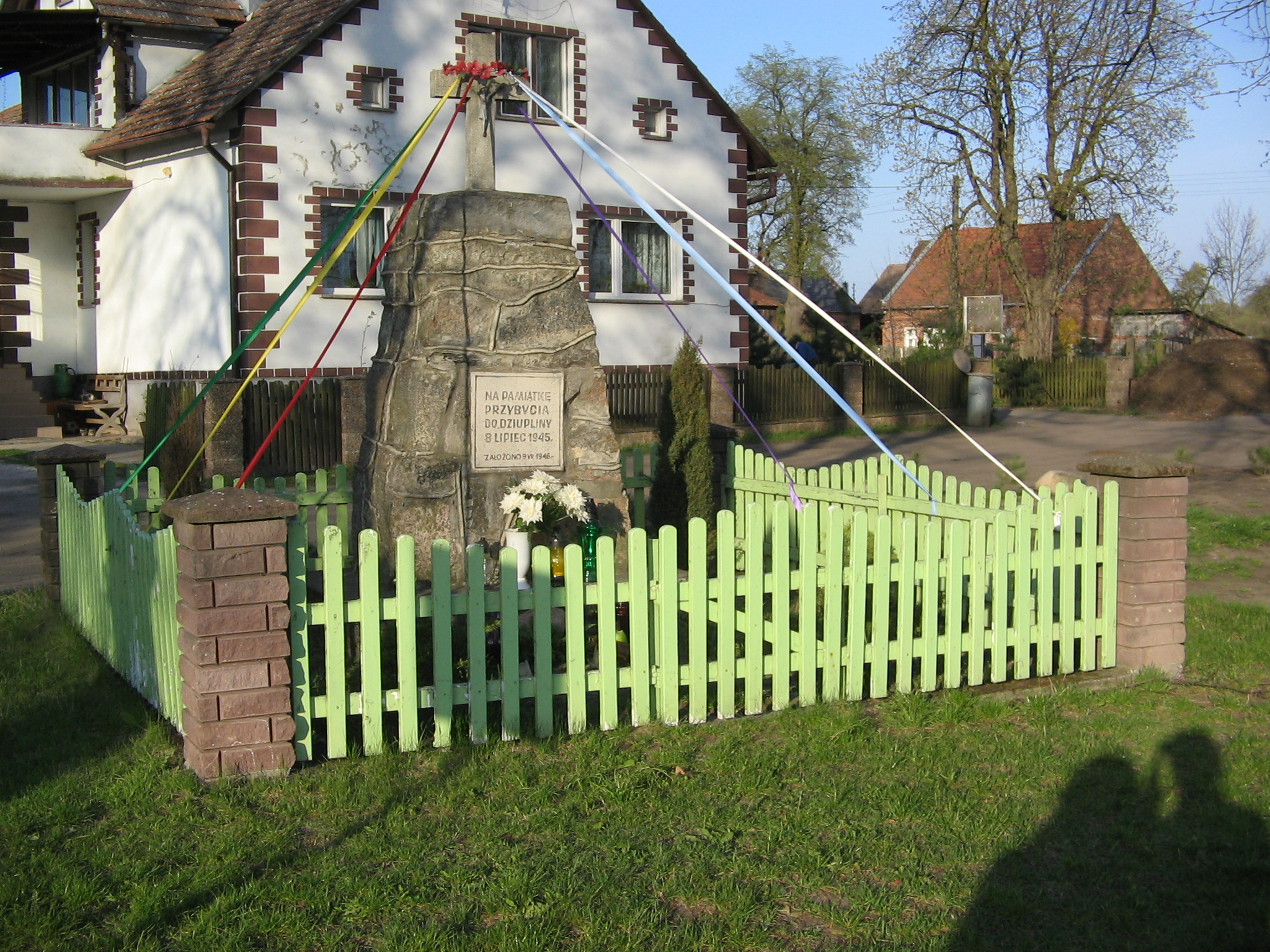
Denkmal für die neuen Bewohner nach 1945

Der Ort wurde 1254 erstmals als Dupin erwähnt. 1315 erfolgte die Erwähnung als Dupino.
Nach dem Ersten Schlesischen Krieg 1742 fiel Daupe zusammen mit dem größten Teil Schlesiens an Preußen. 1783 zählte der Ort ein Vorwerk, eine evangelische Schule, 33 Gärtner- und 14 Häuslerstellen sowie 228 Einwohner.
Nach der Neugliederung Preußens gehörte die Landgemeinde Daupe ab 1815 zur Provinz Schlesien und war ab 1816 dem Landkreis Ohlau eingegliedert. 1874 wurde der Amtsbezirk Laskowitz gegründet, welcher die Landgemeinden Birksdorf, Daupe, Groß Duppine, Laskowitz, Quallwitz und Trattaschine und die Gutsbezirke Daupe, Forst, Duppine und Laskowitz umfasste. 1885 zählte der Ort 554 Einwohner.
1933 zählte Daupe 526, 1939 wiederum 487 Einwohner. Bis 1945 befand sich der Ort im Landkreis Ohlau.
Als Folge des Zweiten Weltkriegs fiel Daupe wie fast ganz Schlesien 1945 an Polen, wurde in Dziuplina umbenannt und der Woiwodschaft Breslau angegliedert. Die deutsche Bevölkerung wurde, soweit sie nicht vorher geflohen war, weitgehend vertrieben. Die neu angesiedelten Bewohner waren zum Teil Heimatvertriebene aus Ostpolen. 1999 kam der Ort zum Powiat Oławski in der Woiwodschaft Niederschlesien.

## Sehenswürdigkeiten
- Denkmal für die Gefallenen des Ersten Weltkriegs – teilweise erhalten
- Denkmal für die ehemaligen Bewohner des Dorfes
- Denkmal für die neuen Bewohner nach 1945
- Evangelischer Friedhof mit erhaltenen deutschen Grabmälern

## Vereine
- Fußballverein Tramp Dziuplina